# Aylostera heliosa
Aylostera heliosa es una especie de planta suculenta perteneciente al género Aylostera, dentro de la familia Cactaceae. Es endémica de Bolivia y anteriormente se le conocía como Rebutia heliosa.

## Descripción
Aylostera heliosa es una especie de cactus pequeño que crece formando pequeños grupos. Tiene tallos o cuerpos deprimidos, que van de esféricos a cilíndricos. Pueden alcanzar diámetros de hasta 2,5 cm y tienen raíces en forma de nabo.

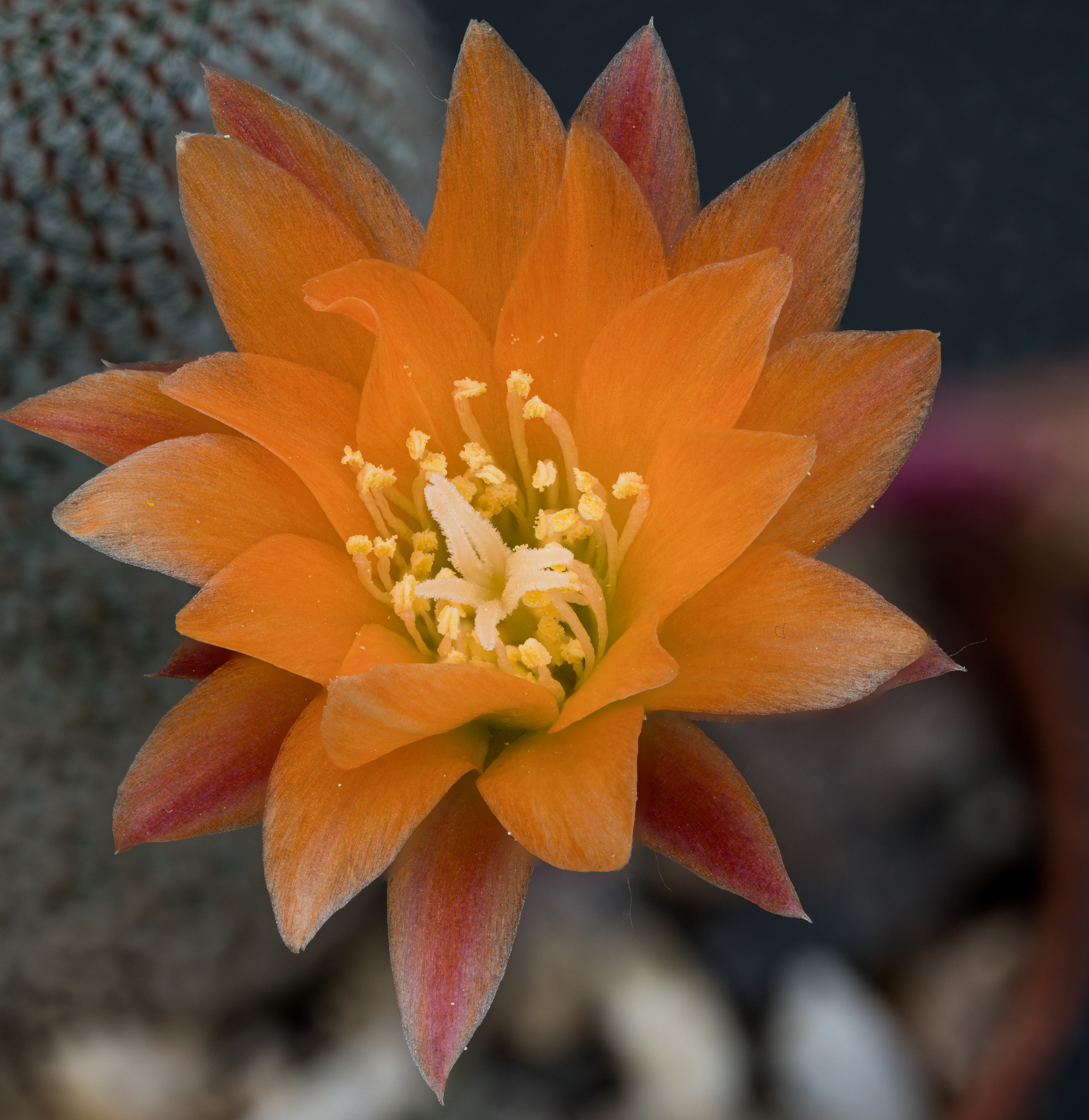
Detalle de la flor

Presenta hasta 38 costillas dispuestas en espiral y divididas en tubérculos. Las areolas son alargadas y de color marrón. No presenta espinas centrales y las 24 o 26 espinas marginales son blancas, con una base mayoritariamente más oscura y de hasta 1 milímetro de largo. Están dispuestas más o menos como un peine y se encuentran pegadas al cuerpo o sobresaliendo ligeramente.
Las flores son de color naranja, naranja amarillento y violeta, y aparecen en la mitad inferior del cuerpo. Miden de 4,5 a 5,5 cm de largo y alcanzan un diámetro de hasta 4 cm. Los frutos son esféricos.

## Distribución y hábitat
El área de distribución nativa de esta especie es Bolivia y crece principalmente en biomas desérticos o de matorrales secos.

## Taxonomía
La primera descripción de esta especie fue como Rebutia heliosa, publicada en 1970 por el botánico austriaco Walter Rausch en la revista científica Kakteen und andere Sukkulenten 21: 30.
Más tarde, los botánicos Stefano Mosti y Alessio Papini trasladaron la especie al género Aylostera, por lo que pasó a llamarse Aylostera heliosa. Registraron estos cambios en la revista Pakistan Journal of Botany 43: 2778, publicada en 2011.

Etimología
- Aylostera: nombre genérico formado a partir de las palabras griegas aulos, transliterado irregularmente como aylos, (que significa 'tubo') y stereos (que significa 'sólido'), en alusión al tubo floral sólido que poseen.[3]
- heliosa: epíteto específico que deriva las palabras griegas helios (que significa 'sol') y osus (que significa 'lleno de'), haciendo referencia a las numerosas y densas areolas con espinas en forma de estrella.[4][5]

Sinonimia
- Aylostera condorensis (Donald) V.Gapon, 2018
- Aylostera heliosa subsp. cajasensis (Donald) Mosti & Papini, 2011
- Aylostera heliosa subsp. condorensis (Donald) Mosti & Papini, 2011
- Rebutia heliosa Rausch, 1970 (basónimo)
- Rebutia heliosa var. cajasensis Donald, publicación de 1979 en 1980
- Rebutia heliosa subsp. cajasensis (Donald) Říha & Šeda, 2006
- Rebutia heliosa var. condorensis Donald, publicación de 1979 en 1980
- Rebutia heliosa subsp. condorensis (Donald) Říha & Šeda, 2006
- Rebutia heliosa subsp. teresae Kníže, Říha & Šeda, 2006

## Estado de conservación
En la Lista Roja de Especies Amenazadas de la UICN, la especie está clasificada como de “Preocupación Menor (LC)”.

## Usos

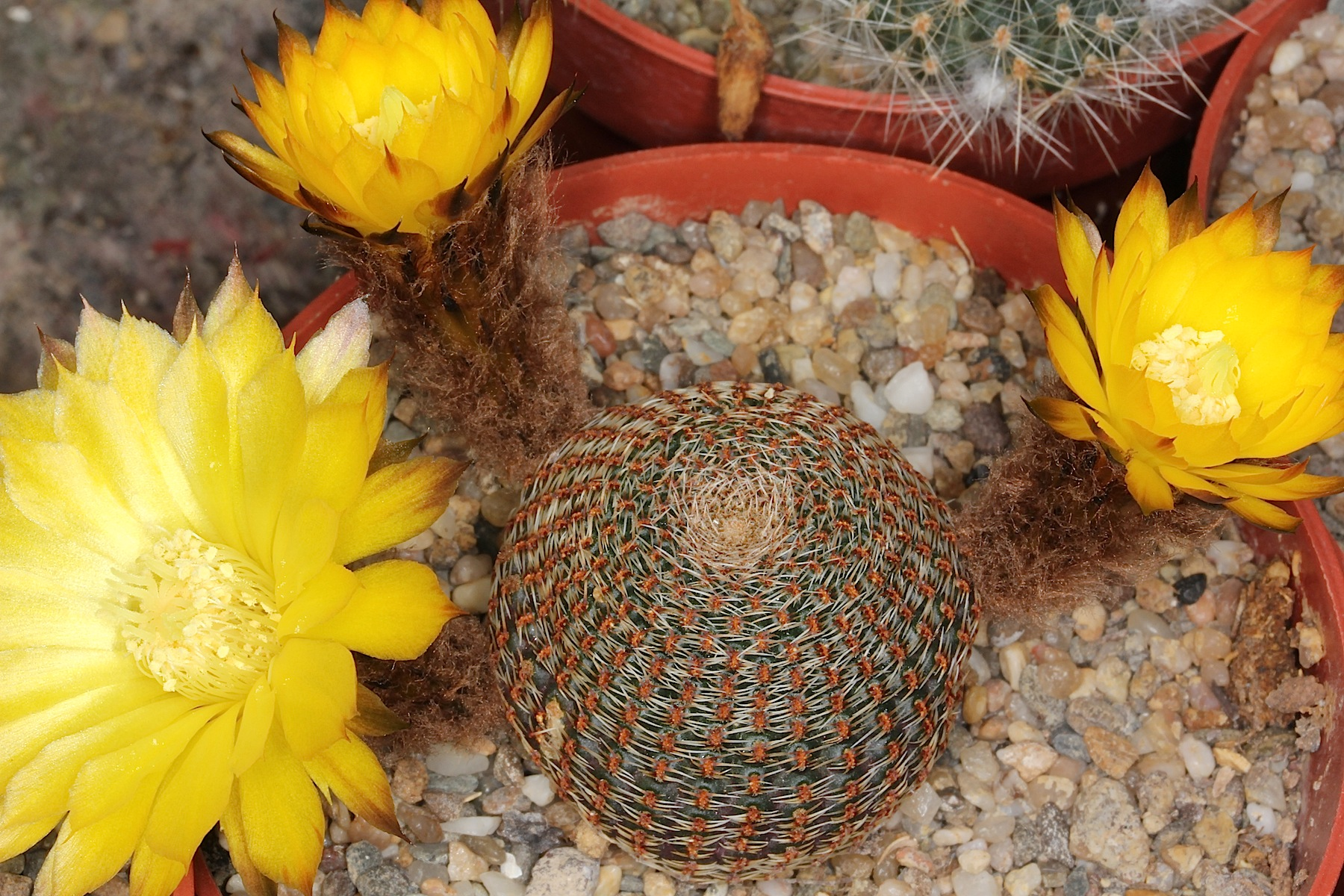
Cultivo en maceta

Aylostera heliosa se cultiva principalmente como planta ornamental. Prefiere ambientes con luz intensa y condiciones frescas y secas durante el invierno. Este período frío, con temperaturas entre 0 y 10 °C, favorece la floración y el desarrollo saludable de la planta. Sin estas condiciones, la formación de brotes suele ser limitada.
Presenta una raíz pivotante gruesa y sensible al exceso de humedad, lo que la hace propensa a la pudrición radicular. Por esta razón, su cultivo puede resultar difícil, especialmente en sustratos con mal drenaje. La planta crece lentamente y rara vez alcanza grandes dimensiones por sí sola, lo que dificulta la formación de matas densas. Por este motivo, suele injertarse con frecuencia para mejorar su desarrollo y reducir los problemas relacionados con las raíces.
Requiere una exposición soleada o muy luminosa, aunque también puede adaptarse a una sombra ligera. Es conveniente cultivarla en un entorno bien aireado, en macetas profundas que permitan alojar adecuadamente su raíz principal. El sustrato debe ser muy poroso y con buen drenaje. Tolera temperaturas de hasta −10 °C durante periodos breves, lo que la convierte en una buena opción para jardines de rocas o para cultivo en macetas, donde contrasta bien con agaves, yucas y otras especies de crecimiento bajo.
La propagación puede realizarse por esquejes, ya que tiende a ramificar desde la base. También es posible cultivarla a partir de semillas o mediante injertos. Las semillas se siembran en primavera o verano. Las plántulas no deben manipularse hasta que hayan desarrollado un sistema radicular firme; una vez establecidas, pueden trasladarse a macetas individuales.